# Armand Charpentier
Pour les articles homonymes, voir Charpentier.
Armand Charpentier né à Brest, en 1864, et mort à Saint-Germain en Laye, le 19 juin 1949, est un journaliste dreyfusard, militant pacifiste, qui va choisir la politique de collaboration avec l'Allemagne, après l'Armistice de juin 1940.

## Biographie
Membre du Parti radical dès 1901, puis de la SFIO, en 1917, il est un militant pacifiste, membre la LICA et de la Ligue internationale des combattants de la paix et du Rassemblement international contre la guerre et le militarisme. Dans son livre La guerre et la patrie (1926), préfacé par Henri Barbusse, il s'oppose au patriotisme guerrier qui a débouché sur la Première Guerre mondiale.

### Collaboration
Il voit dans Hitler un pacifiste avec qui il faut s'entendre et il se rallie à la politique de collaboration avec l'Allemagne nazie, prônée par le maréchal Pétain. Il va alors écrire des articles dans L'Atelier, l'hebdomadaire du « travail français », créé en décembre 1940, ouvertement vichyste et proche du Rassemblement national populaire de Marcel Déat. Il fit, dans Les Nouveaux Temps, quotidien collaborationniste fondé par Jean Luchaire, en novembre 1940, un éloge de Victor Margueritte, décédé en 1942, un ardent pacifiste, qui vit dans Hitler un homme de paix, et qui se rallia à la politique de collaboration. Dans Germinal, organe de la gauche collaborationniste, hebdomadaire créé par Claude Jamet et Paul Rives, le 28 avril 1944, il fit l'éloge de Philippe Henriot, collaborationniste notoire, secrétaire d'État à l'Information et à la Propagande du gouvernement Laval, en janvier 1944, tué par un commando de résistants en juin 1944.